# I pirati dello zoo
I pirati dello zoo (Working for Peanuts) è un film del 1953 diretto da Jack Hannah. È un cortometraggio animato realizzato, in Technicolor, dalla Walt Disney Productions, uscito negli Stati Uniti l'11 novembre 1953 e distribuito dalla RKO Radio Pictures. È stato distribuito anche come Cip, Ciop e l'elefante e, a partire dagli anni novanta, Noccioline a volontà.

## Trama
Cip e Ciop stanno facendo le provviste di noccioline per l'inverno, quando in uno zoo vicino si accorgono del pubblico che dona allegramente e in gran quantità delle noccioline all'elefantessa Dolores. I due scoiattoli ne approfittano per sottrargliene un po', ma Dolores glielo impedisce riprendendosele. Cip e Ciop si vendicano per l'affronto e Dolores chiede aiuto a Paperino, dipendente dello zoo. Dopo un breve inseguimento, Paperino sbatte contro un muro, svenendo, e i due scoiattoli ne approfittano per farsi donare le noccioline con una piccola esibizione. Dolores avverte Paperino del fatto e il papero li rincorre nuovamente. Durante l'inseguimento, Cip e Ciop si imbattono in un barattolo di vernice bianca, si colorano l'un l'altro e si fanno recapitare come nuove attrazioni. Paperino, contento, trova loro una sistemazione per il pubblico, esibendoli come scoiattoli albini e garantendo loro noccioline a volontà.

## Distribuzione

### Edizioni home video

#### VHS
- Cartoon festival I (settembre 1982, riedita nel 1985 con il titolo Cartoons Disney 1)

#### DVD
Il cortometraggio è incluso nel DVD Cip & Ciop - L'albero dei guai.